# Сурдокамера
Сурдока́мера — камера тиші і самостійності, один з необхідних засобів у системі підготовки космонавтів. У ній майбутні космонавти звикають до тривалого перебування на самоті у замкнутому приміщенні, в умовах повної ізоляції від зовнішнього світу. За допомогою сурдокамери вчені на землі перевіряють вплив такого фактора космічного польоту, як обмеженість звичної для людини наземної інформації та дію на цьому фоні різних додаткових, подекуди маловивчених, подразників.
Людина живе у світі різноманітних звуків. У неї виробився певний звуковий стереотип — звуковий фон для неї такий же необхідний, як їжа, повітря, вода. Саме він підтримує тонус процесів, що відбуваються в головному мозку.